# Vég nélkül (Csillagkapu)
 Ez egyúttal a sorozat utolsó része is.

## Ismertető
| Figyelem: Itt a Csillagkapu 10. évadjának cselekményét vagy a végkifejletet is olvashatod. |

A CSK-1 és Landry tábornok az Asgardok új otthonához, az Orillához utazik az Odüsszeia fedélzetén, miután azok odahívták őket. Thor üdvözli őket és a csapat legnagyobb megdöbbenésére bejelenti, hogy a Földnek adják az Asgardok teljes tudásbázisát és központi számítógépét számos rendkívül fejlett fegyverrel és pajzzsal együtt. Fény derül arra, hogy az utolsó próbálkozásuk arra, hogy kijavítsák öröklött géndegenerációjukat kudarcba fulladt, és ennek eredményeként az egész faj végzetes betegségben szenved. Azonban ahelyett, hogy megvárnák, míg fajuk lassan elpusztul, úgy döntöttek, hogy elpusztítják saját magukat a világukkal együtt, nehogy a technológiájuk rossz kezekbe kerüljön. Azonban, hogy az örökségük fönnmaradjon, a tudásuka és a legmodernebb technológiáikat a Tau'rinak adják, akiket végül Thor az „ötödik faj”-nak hív.
Mikor az utolsó telepítés is befejeződik, három Ori csatahajó lép ki a hipertérből és megtámadja az Odüsszeiát. Az Asgardok lesugározzák magukat a hajóról, majd az Odüsszeia elrepül. Egy Ori hajó követi, a többi az Asgardok felé fordul, akik eközben felrobbantják saját bolygójukat, kiírtva ezzel saját fajukat és valószínűleg egyúttal elpusztítva az Ori hajókat is. A támadás miatt megsérültek az Odüsszeia pajzsai és a hiperhajtómű is inaktív lett. Landry tábornok parancsba adja, hogy forduljanak meg és használják az új, még teszteletlen fegyvereket. Sikerül áthatolniuk velük az Ori hajó pajzsán, ezután elpusztítják azt.
Miután belépnek a hipertérbe, Carter ezredes felfedez néhány furcsa jelzést az új hiperhajtómű-rendszerből, és az ajánlja, hogy hagyják abba a használatát. Miután kilépnek a hipertérből, két újabb csatahajó jelenik meg. Gyorsan újra belépnek a hipertérbe. Carter rájön, hogy be tudják mérni az Asgardok által telepített rendszereket. Mivel nincs más választásuk, Landry tábornok elrendeli, hogy menjenek a legközelebbi, aktív csillagkapuval rendelkező bolygóhoz, és ürítsék ki az Odüsszeia legénységét.
A CSK-1 és Landry a fedélzeten marad, Carter megpróbálja kikapcsolni az új hiperhajtóművet, hogy használni tudják a régit. A folyamat időigényes, és az Ori hajók hamar utolérik őket, hogy folytathassák a támadást. Az Odüsszeiát számos találat éri, hatásukra a pajzs összeomlik. Mielőtt egy újabb, végzetes találat elérte volna a hajót, Carter aktiválja az időtágító mezőt a hajó körül – az új Asgard technológiák egyikét.
Biztonságban, a mezőn belül Carter ki tud dolgozni számos elméletet arra, hogy hogyan hagyhatnák el vagy hogyan helyezhetnék a hajót fázison kívül mielőtt azt találat érné. Szimulációi mindig egy eredményre jutnak: a hajó elpusztul és a fedélzeten levők meghalnak. Míg ki nem találnak valami megoldást, várniuk kell. Az új Asgard technológiával anyagot is tudnak készíteni, így akár végtelenségig képesek a hajón maradni.
Három hónap elteltével még mindig nincs semmi eredmény. Vala segíteni próbál Samnek. Szerinte vissza lehetne menni a mezőn belül az időben, addig, míg nem érkeznek az Asgardokhoz, így ki tudnák kapcsolni a hajtóművet, de Sam azt állítja, hogy ez lehetetlen.
Az évek telésével a csapat tagjai megpróbálnak megbarátkozni az elszigeteltségükkel. Landry tábornok virágoskertet ápol, Carter megtanulja, hogyan kell csellón játszani, Daniel és Vala pedig javítja a kapcsolatukat. Mitchell legtöbb idejét futással tölti. Évekkel később Landry tábornok idős kora miatt megbetegszik, majd meghal. Teal’c szinte nem változik, kivéve egy kis ősz csíkot a hajában.
Ötven évvel később már mindenki nagyon öregnek néz ki, kivéve Teal'c-et. Sam ekkor jön rá a megoldásra. Az időt visszafordítják a tágítás előttre, és a Sam által írt új programmal, melyet egy kristályra rakott fel, másodpercek alatt át lehet állni a másik hajtóműre. A probléma csak annyi, hogy az időtágító elhasználta az összes energiát a központi számítógéptől és a ZPM-től, lehetetlenné téve így a műveletet.
Mitchell Sam figyelmét az Ori energiasugarára tereli. Az elmélet az, hogy a tágító mező kikapcsolásával, és a sugár energiájának a magba való átirányításával a tágító mező visszafordítja az időt, és így visszajuthatnának az időben, elfelejtve így mindent. Ezzel két gond van: az első, hogy a hajó így elpusztul a lövéstől, és ha a program nem aktiválódik elég gyorsan, a pusztítást nem lehet visszaállítani. Másrészt a mező visszafordítása az elmúlt évekkel kapcsolatos összes emlékük elveszítését jelenti. Egy embernek öregnek kell maradnia, hogy megmaradjanak a megfelelő emlékei a mentés végrehajtásához. Teal'c, aki Jaffa létére hosszabb élettel rendelkezik, jelentkezik. Mikor mindent elvégeznek, kikapcsolják a mezőt.
Ahogy a hajó felrobban Teal'c körül, az idő elkezd lassulni, megáll, majd visszafordul. A hajó újra összeáll, a lövés eltűnik, és az idő újra a normális tempóban kezd menni. Teal'c megakadályozza Carter ezredest az időtágító mező aktiválásában és odaadja neki a vezérlőkristályt, amivel elindíthatja az Odüsszeia hiperhajtóművét. Elmenekülnek, mielőtt elpusztíthatnák őket, megmentve magukat és az Asgardok hagyatékát.
A CSKP-n Teal'c nem fed fel semmilyen titkot az átélt jövővel kapcsolatban, a többiek és Vala legnagyobb csalódására. A CSK-1 számos bölcsességet elmond, miközben az újabb küldetésre készülnek. Ahogy az epizód a végéhez ér, Landry tábornok sok szerencsét kíván a csapatnak, akik átlépnek a kapun, hogy újra megmentsék a galaxist.

## Külső hivatkozások
- Stargate Wiki link (angolul)

- Információk a GateWorld oldalán Archiválva 2007. március 16-i dátummal a Wayback Machine-ben